# Pleurothallis scintillata
Pleurothallis scintillata är en orkidéart som beskrevs av Carlyle August Luer. Pleurothallis scintillata ingår i släktet Pleurothallis och familjen orkidéer.
Artens utbredningsområde är Ecuador. Inga underarter finns listade i Catalogue of Life.